# Giancarlo Cappelli
Giancarlo Cappelli (Losanna, 29 aprile 1912 – Firenze, 22 dicembre 1982) è stato un montatore italiano.

## Biografia
Lavora come montatore in oltre 40 film sin dagli anni 30. Sporadicamente impegnato nel ruolo di aiuto regista, produttore ed attore, nel 1944 dirige il suo unico film Romanzo a passo di danza, di cui cura anche la sceneggiatura.

## Filmografia

### Regista, sceneggiatore e montatore
- Romanzo a passo di danza (Piruetas juveniles) (1946)

### Montatore
- Piccolo hotel (1939)
- Ricchezza senza domani, regia di Ferdinando Maria Poggioli (1940)
- Nozze di sangue, regia di Goffredo Alessandrini (1941)
- Caravaggio, il pittore maledetto, regia di Goffredo Alessandrini (1941)
- La donna del peccato, regia di Tomaso Smith (1942)
- La signorina, regia di Ladislao Kish (1942)
- I sette peccati, regia di Ladislao Kish (1942)
- Paura d'amare (1942)
- La pantera nera (1942)
- L'usuraio (1943)
- Finalmente sì (1944)
- Sigillo rosso, regia di Flavio Calzavara (1950)
- Alina, regia di Giorgio Pàstina (1950)
- Il cielo è rosso, regia di Claudio Gora (1950)
- Vulcano, regia di William Dieterle (1950)
- Il Cristo proibito, regia di Curzio Malaparte (1951)
- La figlia del diavolo, regia di Primo Zeglio (1952)
- Tre storie proibite, regia di Augusto Genina (1952)
- Ho sognato il paradiso, regia di Giorgio Pàstina (1952)
- La figlia del reggimento (1953)
- Nerone e Messalina, regia di Primo Zeglio (1953)
- I cavalieri della regina (1954)
- Angela (1954)
- Maddalena, regia di Augusto Genina (1954)
- L'ultima notte d'amore (1957)
- Finché dura la tempesta, regia di Charles Frend e Bruno Vailati (1963)
- Un amore e un addio (1964)
- L'intrigo (1964)
- Gringo, getta il fucile! - versione italiana (1966)
- Una vergine per un bastardo (1966)
- Come rubare un quintale di diamanti in Russia, regia di Guido Malatesta (1967)
- La donna, il sesso e il superuomo, regia di Sergio Spina (1967)
- Candy e il suo pazzo mondo, regia di Christian Marquand (1968)
- Satyricon, regia di Gian Luigi Polidoro (1968)
- Bora Bora, regia di Ugo Liberatore (1968)
- Lovemaker - L'uomo per fare l'amore, regia di Ugo Liberatore (1969)
- Una su 13, regia di Nicolas Gessner e Luciano Lucignani (1969)
- Incontro d'amore (1970)
- Riuscirà il nostro eroe a ritrovare il più grande diamante del mondo?, regia di Guido Malatesta (1971)
- Rosina Fumo viene in città... per farsi il corredo (1972)
- La ragazza di via Condotti, regia di Germán Lorente (1973)

### Aiuto regista
- T'amerò sempre, regia di Mario Camerini (1933)
- Je vous aimerai toujours (1933)
- L'amor mio non muore! (1938)
- Ricchezza senza domani, regia di Ferdinando Maria Poggioli (1940)
- Paura d'amare, regia di Gaetano Amata (1942)
- Il cielo è rosso, regia di Claudio Gora (1950)

### Produttore
- L'uomo dai calzoni corti, regia di Glauco Pellegrini (1957)
- L'ultima notte d'amore, regia di César Fernández Ardavín (1957)
- Le tre "eccetera" del colonnello, regia di Claude Boissol (1960)

### Attore
- T'amerò sempre, regia di Mario Camerini (1933)
- L'ultima nemica, regia di Umberto Barbaro (1940)